# うりふたつ☆キミ
『うりふたつ☆キミ』は、関根亮子（せきね りょうじ）による日本の4コマ漫画。「まんがタイムスペシャル」（芳文社）2005年3月号から2007年7月号まで連載されていた。

## 作品概要
職場の同僚・陽一と結婚し、瓜双（うりふた）家に嫁いだ新婚の月美。だが陽一の母・月実はなんと月美にそっくりの顔と、異様に若い外見、そして並外れの行動力を持っていた…。
新婚の夫婦とその母を中心に描くドタバタ劇の作品。

## 主な登場人物
瓜双月美（うりふた つきみ）
陽一と職場結婚した新婚の妻。旧姓は梅高（うめたか）。結婚後も同じ中学で英語の教師を続けている。
陽一とはラブラブに愛し合っているが、姑が異常に息子想いで子離れしないので、いつも陽一を取り合って騒ぎになる。
月実との外見上の違いは口をあけた時に八重歯があること。
両親も教師である。
瓜双月実（うりふた つきみ）
陽一の母で、月美にとっては姑にあたる。外見も名前も月美にそっくりだが、年齢も月美と同じほど異様に若く見える上、月美や常人を上回る気力体力行動力を持つ、この作品で最強の人物。一時は魔物に魂を売って不老不死の体と魔力を得たかとまで疑われたが、結局その疑惑は完全には晴れていない。
月美との外見上の違いは口をあけても八重歯がないこと。
昔から息子を溺愛していたせいで子離れできておらず、ことあるごとに陽一をめぐって月美と取り合いを繰り広げるが、普段は別に月美と仲が悪いわけでもない。
若い頃は陽一と月美に負けないほど夫とラブラブだったが、息子が生まれてからは愛情もほとんど息子に偏ったらしい。
瓜双陽一（うりふた よういち）
月美の夫で同じ中学の教師。月美より年下。おっとりした性格の癒し系。
昔から顔立ちもかわいかったせいか小さい頃は母親に女装させられたりもした。
妻と母との間で日々起こる騒動に振り回されているが、パワフルすぎる母親をまったく止めきれていない。
父と違い、自分の妻と母の見分けはいくぶんできているようである。
瓜双太一（うりふた たいち）
月実の夫で陽一の父。若い頃は息子そっくりのスマートなイケメンだったが現在はその面影は既になく、時の無常さを示している。
しかも新婚時は互いにラブラブだった妻もその後息子への愛情を注ぐようになったせいで、月美と月実が陽一を取り合っている時はひとり寂しく泣くことが多い。
会社での役職は人事部長だが、家では自分の妻と息子の嫁の見分けがまったくできず、ほぼ100%の確率で間違える度に妻に怒られる。
（太一の勤める会社は作者の別の作品でも舞台になっており、この作品や他の作品でよくそれらの登場人物も出てくる）
アース
瓜双家の飼い犬で雄。作者によると犬種もまだ不明。
普段もおとなしいが動物の本能か、月実には特に逆らわない。
ムーン
アースの相手として瓜双家で飼われることになった雌の犬。アースとそっくりだがやはり犬種は不明。
月実が暴れだした時はアースと抱き合うようにして震えている。
火賀栗華（かが くりか）
陽一達と同じ中学校の同僚教師。理科・化学を受け持つ。
名前の由来はストレートに「化学」、「理科」から。